# Mike Danton
Michael „Mike“ Danton (* 21. Oktober 1980 als Michael Sage Jefferson in Brampton, Ontario) ist ein ehemaliger kanadischer Eishockeyspieler, der im Verlauf seiner aktiven Karriere zwischen 1997 und 2004 sowie 2010 und 2017 unter anderem 92 Spiele für die New Jersey Devils und St. Louis Blues in der National Hockey League (NHL) auf der Position des Centers bestritten hat. Im Jahr 2004 wurde Danton zu einer siebeneinhalbjährigen Haftstrafe in einem US-amerikanischen Gefängnis verurteilt und zu Beginn des Jahres 2010 wegen guter Führung entlassen.

## Karriere
Mike Danton begann seine Karriere 1997 unter seinem ursprünglichen Namen Mike Jefferson in der kanadischen Juniorenliga Ontario Hockey League bei den Sarnia Sting. Er blieb drei Jahre in der OHL und spielte für drei Mannschaften. In der Spielzeit 1999/2000 hatte er sein bestes Jahr, als er 87 Punkte in 58 Spielen erzielte und das Finale um den Memorial Cup erreichte. Zuvor hatte er maßgeblichen Anteil am Gewinn des J. Ross Robertson Cup der Colts.
Er wurde daraufhin von den New Jersey Devils im NHL Entry Draft 2000 in der fünften Runde an Position 135 ausgewählt und schloss sich deren Farmteam, den Albany River Rats aus der American Hockey League, an. Dort hatte er ein gutes erstes Jahr und kam auch zu zwei Einsätzen für die Devils in der National Hockey League. Nachdem er sich geweigert hatte, in der Saison 2001/02 für das AHL-Farmteam zu spielen, wurde er von den Devils für die gesamte Saison suspendiert.
Im Sommer 2002 änderte er seinen Nachnamen in Danton, wozu er angab, er wollte sich von seiner Familie und insbesondere seinem Vater abgrenzen.
Zu Beginn der Saison 2002/03 stand er im NHL-Kader der New Jersey Devils, doch nach 17 Spielen wurde er wieder in die AHL geschickt. Als sich Danton wiederum weigerte, sich bei den Albany River Rats zu melden, folgte erneut eine Suspendierung. Nach der Saison wurde er schließlich zu den St. Louis Blues transferiert. Dort schaffte er endgültig den Sprung in die NHL und absolvierte die komplette Saison mit dem Team.

### Der Fall David Frost
Kurz nach dem Ausscheiden aus den Playoffs wurde Danton vom FBI festgenommen, weil er unter Verdacht stand, einen Mord in Auftrag geben zu haben. Am 16. Juli 2004 bekannte sich Danton vor Gericht für schuldig, den Versuch unternommen zu haben, einen Auftragsmörder für 10.000 US-Dollar zu engagieren. Zum Namen des beabsichtigten Opfers machte er keine Angaben. Staatsanwaltschaft und Gericht gingen davon aus, es handelte sich um seinen Agenten David Frost. Er wurde schließlich von einem US-amerikanischen Gericht zu einer Freiheitsstrafe von siebeneinhalb Jahren verurteilt ohne Möglichkeit, vorzeitig auf Bewährung entlassen zu werden.
Danton begegnete Frost zum ersten Mal im Alter von zehn Jahren und wurde fortan von ihm gefördert. Frost übte immer mehr Einfluss auf Danton aus und konnte ihn auf seine Seite ziehen, als er von Mike Dantons Familie im Jahr 2001 wegen Kindesmissbrauch an Dantons jüngeren Bruder Tom angezeigt wurde. Es kam zu keiner Verurteilung von Frost, da mehrere Zeugen den Aussagen Tom Jeffersons widersprachen. Mike Danton distanzierte sich von seiner Familie und änderte seinen Nachnamen.
Danton wollte laut seinen Aussagen vor Gericht seinen Förderer umbringen, weil er ihm Geld schuldete. Noch während des Verfahrens gegen Danton versuchte Frost, Einfluss auf ihn auszuüben, und sagte ihm bis ins Detail, was er in der Verhandlung sagen soll. Frost selbst wurde im Herbst 2006 wegen Sexualverbrechen an Minderjährigen im Zeitraum von 1995 bis 2001 festgenommen.

### Comeback
Die Karriere Mike Dantons als Eishockeyprofi in Nordamerika war mit der Verurteilung im Grunde beendet. Er erhielt keine Einreisegenehmigung für die USA mehr. Nach Verbüßung seiner Haftstrafe schrieb sich Mike Danton im Januar 2010 an der Saint Mary’s University Halifax in der Provinz Nova Scotia ein und unterstützte im Folgenden das Eishockeyteam. Im März 2010 gewann er mit den Huskies die Meisterschaft der Atlantic Conference und anschließend die erste kanadische Universitätsmeisterschaft im Eishockey für Saint Mary’s. Am 29. Juli 2011 erhielt er einen Kontrakt für eine Spielzeit beim schwedischen Drittligisten IFK Ore, wechselte aber nach guten Leistungen bereits Mitte Dezember 2011 zum tschechischen Klub Orli Znojmo in die österreichische Erste Bank Eishockey Liga. Dort beendete er die Saison und unterschrieb im Mai 2012 einen Vertrag beim britischen Klub Coventry Blaze. Allerdings konnte Danton im August 2012 nicht zum Team stoßen, da ihm die britischen Behörden mehrfach eine Aufenthaltsgenehmigung verweigerten. Daher kehrte Danton nach Schweden zurück und spielte für Kramfors-Alliansen in der Division 1.
Es folgten weitere Engagements in der Slowakei beim HC 05 Banská Bystrica, in Kasachstan beim HK Beibarys Atyrau und in Rumänien beim HSC Csíkszereda, ehe er im Jahr 2014 beim polnischen Klub KH Sanok bis zum Ende der Saison 2015/16 heimisch wurde. Danton feierte mit dem Team den Gewinn der Polnischen Meisterschaft und nahm in der Folge die polnische Staatsbürgerschaft an, sodass er auch in der polnischen Nationalmannschaft zu Einsätzen kam. Seine letzte Spielzeit absolvierte er in der Saison 2016/17 in seinem Geburtsland Kanada bei den 3L de Rivière-du-Loup aus der Ligue Nord-Américaine de Hockey.

## Erfolge und Auszeichnungen
- 2000 J.-Ross-Robertson-Cup-Gewinn mit den Barrie Colts
- 2010 University-Cup-Gewinn mit der Saint Mary’s University Halifax
- 2014 Polnischer Meister mit dem KH Sanok

## Karrierestatistik
(Legende zur Spielerstatistik: Sp oder GP = absolvierte Spiele; T oder G = erzielte Tore; V oder A = erzielte Assists; Pkt oder Pts = erzielte Scorerpunkte; SM oder PIM = erhaltene Strafminuten; +/− = Plus/Minus-Bilanz; PP = erzielte Überzahltore; SH = erzielte Unterzahltore; GW = erzielte Siegtore; 1 Play-downs/Relegation; Kursiv: Statistik nicht vollständig)